# Guy Malé
Guy Malé, né le 1er juillet 1930 à Rigarda (Pyrénées-Orientales) et mort le 3 décembre 1987 à Paris 6e,, est un homme politique français.

## Biographie
Guy Malé est né à Rigarda, en Conflent, où ses parents, Joseph Malé et Berthe Deit sont tous deux instituteurs. Peu après mutés à Latour-de-France en Fenouillèdes, c'est là-bas qu'il passe toute son enfance, avant de poursuivre sa scolarité au lycée Arago de Perpignan, puis au collège technique de Prades et enfin dans une école professionnelle de Paris dont il sort avec un diplôme de technicien du bâtiment. Il épouse Laurence Dunyach à Latour-de-France le 14 avril 1951, avec qui il a deux enfants, Ghislaine et Jean-Luc. Ce dernier prendra la succession de son père comme conseiller général du canton de Prades en 1987. Professionnellement, Guy Malé est employé en 1957 comme directeur technique chargé de l'habitat rural à la Mutualité agricole et demeure dans cette fonction jusqu'en 1983.
Guy Malé adhère à la SFIO dès la fin des années 1950 et au syndicat Force ouvrière, dont il sera un secrétaire général adjoint. C'est à Bolquère, en Cerdagne où ses parents ont une résidence secondaire, qu'il entre en politique pour la première fois en étant élu en 1965 conseiller municipal puis adjoint au maire de la commune. Réélu en 1971, il adhère au Parti socialiste en 1973 et est élu conseiller général du canton de Mont-Louis. Devenu maire de Bolquère en 1977, il conserve ce mandat jusqu'en 1983.

## Fonctions et des mandats
Mandats locaux
- 1965 - 1971 : Conseiller municipal de Bolquère
- 1971 - 1977 : 1er adjoint au maire de Bolquère
- 1977 - 1983 : Maire de Bolquère
- 1983 - 3 décembre 1987 : Maire de Prades
- 1973 - 1985 : Conseiller général du canton de Mont-Louis
- 1985 - 1987 : Conseiller général du canton de Prades
- 1982 - 1987 : Président du conseil général des Pyrénées-Orientales

Mandat parlementaire
- 25 septembre 1983 - 3 décembre 1987 : Sénateur des Pyrénées-Orientales